# Nati nel 1945/Luglio
| Questa pagina contiene informazioni ricavate automaticamente dalle voci biografiche con l'ausilio del template Bio e di un bot. L'aggiornamento è periodico e automatico e ricostruisce completamente la pagina. Se manca una persona in questa lista, sei pregato di non aggiungerla, ma accertati piuttosto che la sua voce biografica contenga il template Bio e che i dati anagrafici siano correttamente compilati. Se il template Bio manca, inseriscilo tu stesso o, in alternativa, metti l'avviso {{tmp\|Bio}} che ne segnala la mancanza. Se i dati riportati sono sbagliati, correggi direttamente la voce biografica; le modifiche saranno visibili in questa lista entro pochi giorni. Per chiarimenti vedi il progetto biografie. La lista contiene solo le 207 persone che sono citate nell'enciclopedia e per le quali è stato implementato correttamente il template Bio. Pagina aggiornata al 18 ago 2025. |

- 1º luglio - Susham Bedi, scrittrice indiana († 2020)
- 1º luglio - Jane Cederqvist, nuotatrice svedese († 2023)
- 1º luglio - Neeli Cherkovski, poeta e scrittore statunitense († 2024)
- 1º luglio - Daniele Dublino, attore italiano
- 1º luglio - Debbie Harry, cantautrice, attrice e attivista statunitense
- 1º luglio - Tony Lecce, ex calciatore italiano
- 1º luglio - Altangerel Perle, paleontologo mongolo
- 1º luglio - Mladen Ramljak, calciatore jugoslavo († 1978)
- 1º luglio - Héctor Silva, rugbista a 15 e allenatore di rugby a 15 argentino († 2021)
- 1º luglio - Ferdinando Targetti, economista e politico italiano († 2011)
- 1º luglio - Settimo Termini, fisico italiano
- 2 luglio - Giacomo Romano Davare, scrittore, attore e regista teatrale italiano
- 2 luglio - Tony Duvert, scrittore e giornalista francese († 2008)
- 2 luglio - Harriet A. Hall, divulgatrice scientifica, medico e blogger statunitense († 2023)
- 2 luglio - Ezio Lucarelli, carabiniere italiano († 1980)
- 2 luglio - Franco Russo, politico italiano
- 3 luglio - Sergio Arecco, critico cinematografico, storico del cinema e traduttore italiano
- 3 luglio - Alessandra Bocchetti, attivista e scrittrice italiana
- 3 luglio - Battal Durusel, cestista turco († 2018)
- 3 luglio - Lorna Dyer, ex danzatrice su ghiaccio statunitense
- 3 luglio - Dick Hall, allenatore di calcio e ex calciatore inglese
- 3 luglio - Iain MacDonald-Smith, velista britannico
- 3 luglio - Thomas Mapfumo, musicista zimbabwese
- 3 luglio - Saharon Shelah, matematico israeliano
- 3 luglio - Pasquale Stanzione, giurista italiano
- 4 luglio - Donald Alarie, scrittore canadese
- 4 luglio - Steinar Amundsen, canoista norvegese († 2022)
- 4 luglio - Conhé, ex calciatore e allenatore di calcio portoghese
- 4 luglio - Fernando Fattori, ex cestista italiano
- 4 luglio - Ágnes Hranitzky, montatrice e regista ungherese
- 4 luglio - Li Dong-woon, ex calciatore nordcoreano
- 4 luglio - Elio Parolini, ex calciatore italiano
- 4 luglio - John Allen Paulos, matematico statunitense
- 4 luglio - Stanisław Ryłko, cardinale e arcivescovo cattolico polacco
- 4 luglio - Sonia Scotti, doppiatrice, direttrice del doppiaggio e attrice italiana
- 5 luglio - Michael Blake, scrittore, sceneggiatore e regista statunitense († 2015)
- 5 luglio - Filip Blašković, ex calciatore jugoslavo
- 5 luglio - Daria Bonfietti, politica italiana
- 5 luglio - Vernon Pugh, dirigente sportivo, rugbista a 15 e allenatore di rugby a 15 britannico († 2003)
- 5 luglio - Ebbe Skovdahl, calciatore e allenatore di calcio danese († 2020)
- 5 luglio - Filippa Spatola, mafiosa italiana
- 6 luglio - Andy Anderson, cestista statunitense († 2019)
- 6 luglio - Slav Bakalov, animatore e pittore bulgaro († 2019)
- 6 luglio - Lair Ribeiro, cardiologo e scrittore brasiliano
- 6 luglio - Robert Nkili, politico camerunese
- 6 luglio - Burt Ward, attore e attivista statunitense
- 7 luglio - Gianluigi Jessi, ex cestista, allenatore di pallacanestro e pilota di rally italiano
- 7 luglio - Margaret Rose Keil, attrice tedesca
- 7 luglio - Li Chi-an, ex calciatore nordcoreano
- 7 luglio - Moncef Marzouki, medico, attivista e politico tunisino
- 7 luglio - Pino Pontuali, fisarmonicista italiano
- 7 luglio - Matti Salminen, basso finlandese
- 8 luglio - Micheline Calmy-Rey, politica svizzera
- 8 luglio - Mara Malavenda, sindacalista e politica italiana († 2024)
- 8 luglio - Herbert Schirmer, poliziotto statunitense
- 9 luglio - Erminio Boso, politico italiano († 2019)
- 9 luglio - Luigi D'Andrea, militare italiano († 1977)
- 9 luglio - Laurent Degos, medico e ematologo francese
- 9 luglio - Luciano Gelpi, politico e sindacalista italiano
- 9 luglio - Baudilio Jáuregui, ex calciatore uruguaiano
- 9 luglio - Dean Koontz, scrittore statunitense
- 9 luglio - Mohammed El Filali, ex calciatore marocchino
- 9 luglio - Mike Riordan, ex cestista statunitense
- 9 luglio - Silvano Tagliagambe, filosofo e fisico italiano
- 10 luglio - Stanley Forman, fotografo statunitense
- 10 luglio - Toni Fritsch, calciatore e giocatore di football americano austriaco († 2005)
- 10 luglio - Ron Glass, attore statunitense († 2016)
- 10 luglio - Jandira Martini, attrice, sceneggiatrice e drammaturga brasiliana († 2024)
- 10 luglio - Katsuji Mori, attore e doppiatore giapponese
- 10 luglio - John Motson, giornalista, telecronista sportivo e opinionista britannico († 2023)
- 10 luglio - Daniel Ona Ondo, politico gabonese
- 10 luglio - Jean-Marie Poiré, regista, attore e produttore cinematografico francese
- 10 luglio - Serena Vitale, slavista, scrittrice e traduttrice italiana
- 10 luglio - Virginia Wade, ex tennista e telecronista sportiva britannica
- 11 luglio - András Arató, ungherese
- 11 luglio - Katsumi Haseda, astronomo giapponese
- 11 luglio - Junji Kawano, ex calciatore giapponese
- 11 luglio - Billy Simpson, allenatore di calcio e calciatore scozzese († 2009)
- 12 luglio - Galina Bakšeeva, tennista sovietica († 2019)
- 12 luglio - Butch Hancock, cantautore statunitense
- 12 luglio - Leopoldo Mastelloni, attore, regista teatrale e cantante italiano
- 12 luglio - Edwin Neal, attore e doppiatore statunitense
- 12 luglio - Dimităr Penev, allenatore di calcio e ex calciatore bulgaro
- 13 luglio - Ini Assmann, attrice tedesca († 2015)
- 13 luglio - Fikre Selassie Wogderess, politico etiope († 2020)
- 14 luglio - Roberto Fabbricini, dirigente sportivo italiano
- 14 luglio - Pablo Forlán, allenatore di calcio e ex calciatore uruguaiano
- 14 luglio - Jim Gordon, batterista statunitense († 2023)
- 14 luglio - Jun Papa, cestista filippino († 2005)
- 15 luglio - Stanislav Bojadžiev, cestista e allenatore di pallacanestro bulgaro († 2020)
- 15 luglio - David Arthur Granger, politico guyanese
- 15 luglio - Torgeir Hauge, ex calciatore norvegese
- 15 luglio - Mack Porter, cantante ghanese († 2013)
- 15 luglio - Matthew Robbins, sceneggiatore, regista e produttore cinematografico statunitense
- 15 luglio - Shatrughan Sinha, attore e politico indiano
- 15 luglio - Jan-Michael Vincent, attore statunitense († 2019)
- 16 luglio - Gabriella Caramore, saggista, giornalista e conduttrice radiofonica italiana
- 16 luglio - Michele Ciliberto, filosofo e storico della filosofia italiano
- 16 luglio - Staffan Lindgren, ex sciatore alpino svedese
- 16 luglio - Jos Stelling, regista e sceneggiatore olandese
- 16 luglio - Çetin Tekindor, attore turco
- 16 luglio - Sam Webb, politico e attivista statunitense
- 17 luglio - Alessandro di Jugoslavia, principe jugoslavo
- 17 luglio - Antony Anandarayar, arcivescovo cattolico indiano († 2021)
- 17 luglio - István Juhász, calciatore ungherese († 2024)
- 17 luglio - Olavi Litmanen, ex calciatore finlandese
- 17 luglio - Carlos Miranda, pianista, compositore e attore spagnolo († 2016)
- 17 luglio - Pier Giorgio Solinas, antropologo italiano
- 18 luglio - Mauro Cerasoli, divulgatore scientifico italiano
- 18 luglio - Viktorija Dmitrieva, ex cestista sovietica
- 18 luglio - Ugo Ferrante, calciatore e allenatore di calcio italiano († 2004)
- 18 luglio - Paul Ginsborg, storico inglese († 2022)
- 18 luglio - Fritz Korbach, allenatore di calcio tedesco († 2011)
- 18 luglio - Ronnie McFall, allenatore di calcio e ex calciatore nordirlandese
- 18 luglio - Claudio Sorrentino, doppiatore, direttore del doppiaggio e attore italiano († 2021)
- 18 luglio - Max Tolson, ex calciatore australiano
- 19 luglio - Cipriano Chemello, pistard e ciclista su strada italiano († 2017)
- 19 luglio - George Dzundza, attore e regista teatrale tedesco
- 19 luglio - Diego Giannattasio, calciatore e allenatore di calcio italiano († 2023)
- 19 luglio - Richard Henderson, biologo e biofisico britannico
- 19 luglio - Filippo Massaroni, ex culturista italiano
- 19 luglio - Gianni Petrucci, dirigente sportivo italiano
- 19 luglio - Uri Rosenthal, politico olandese
- 19 luglio - Aldo Sala, politico italiano
- 20 luglio - Butch Booker, ex cestista statunitense
- 20 luglio - Kim Carnes, cantante statunitense
- 20 luglio - Larry Craig, politico statunitense
- 20 luglio - Fernando Grillo, contrabbassista e compositore italiano († 2013)
- 20 luglio - William H. Inmon, informatico statunitense
- 20 luglio - Ilija Katić, ex calciatore jugoslavo
- 20 luglio - John Lodge, bassista e cantante inglese
- 20 luglio - Jake Scott, giocatore di football americano statunitense († 2020)
- 20 luglio - Ziona, religioso indiano († 2021)
- 21 luglio - Wendy Cope, poetessa britannica
- 21 luglio - Joseph Coutts, cardinale e arcivescovo cattolico pakistano
- 21 luglio - Luciano D'Ulizia, politico italiano
- 21 luglio - Vincent Estève, ex calciatore francese
- 21 luglio - Nino Giuffrè, mafioso e collaboratore di giustizia italiano
- 21 luglio - Ugo Malaguti, autore di fantascienza, editore e traduttore italiano († 2021)
- 21 luglio - Pierfrancesco Prosperi, scrittore, autore di fantascienza e fumettista italiano
- 21 luglio - Phil Roe, politico statunitense
- 22 luglio - Dan Barzily, ex cestista israeliano
- 22 luglio - Adele Goldberg, informatica statunitense
- 22 luglio - Peter Klein, produttore teatrale statunitense
- 23 luglio - Tino Bedin, politico e giornalista italiano
- 23 luglio - Massimo Boldi, attore, comico e produttore cinematografico italiano
- 23 luglio - Marg Curry, ex cestista canadese
- 23 luglio - Edie McClurg, attrice statunitense
- 23 luglio - Endre Molnár, ex pallanuotista ungherese
- 23 luglio - Jim Price, musicista, compositore e produttore discografico statunitense
- 23 luglio - Jon Sammels, ex calciatore inglese
- 24 luglio - Gianfranco Bedin, ex calciatore e dirigente sportivo italiano
- 24 luglio - Martin Edwards, dirigente sportivo inglese
- 24 luglio - Berardo Impegno, politico italiano
- 24 luglio - Arnošt Klimčík, pallamanista cecoslovacco († 2015)
- 24 luglio - Pierre Mosca, allenatore di calcio e ex calciatore francese
- 24 luglio - Emilio Pazos, ex calciatore argentino
- 24 luglio - Azim Premji, imprenditore indiano
- 24 luglio - Joachim Ringleben, teologo, insegnante e abate tedesco
- 24 luglio - Hugh Ross, astrofisico canadese
- 25 luglio - Harry Barnes, ex cestista statunitense
- 25 luglio - Anna Brandoli, fumettista italiana
- 25 luglio - Michael Bratman, filosofo e docente statunitense
- 25 luglio - Juan Carlos Cárdenas, calciatore argentino († 2022)
- 25 luglio - Joseph Delaney, scrittore di fantascienza britannico († 2022)
- 25 luglio - Ernesto Galli, calciatore e allenatore di calcio italiano († 2020)
- 25 luglio - Arkadij Kordon, regista sovietico
- 25 luglio - Ventura Pons, regista e produttore cinematografico spagnolo († 2024)
- 25 luglio - Jack Reilly, ex calciatore scozzese
- 26 luglio - Vicky Berner, tennista canadese († 2017)
- 26 luglio - Antonio Fassina, ex pilota di rally italiano
- 26 luglio - Sergio Galeotti, architetto e stilista italiano († 1985)
- 26 luglio - Piercarlo Grimaldi, antropologo italiano
- 26 luglio - Linda Harrison, modella e attrice statunitense
- 26 luglio - M. John Harrison, scrittore britannico
- 26 luglio - Knut Jenssen, ex calciatore norvegese
- 26 luglio - Suzanna Leigh, attrice britannica († 2017)
- 26 luglio - Helen Mirren, attrice britannica
- 26 luglio - Loy Petersen, ex cestista statunitense
- 26 luglio - Panagiōtīs Pikrammenos, politico greco
- 27 luglio - Bárbara Dührkop, politica tedesca
- 27 luglio - Roger Joseph Foys, vescovo cattolico statunitense
- 27 luglio - Božidar Grigorov, ex calciatore bulgaro
- 27 luglio - Neal Israel, regista, sceneggiatore e attore statunitense
- 27 luglio - Robin Norwood, scrittrice statunitense
- 28 luglio - Jim Davis, fumettista statunitense
- 28 luglio - Sergio Echigo, giornalista, dirigente sportivo e ex calciatore brasiliano
- 28 luglio - Friedrich Lösel, criminologo tedesco
- 28 luglio - Giuseppe Scimone, criminale italiano († 2007)
- 29 luglio - Larry Bunce, ex cestista statunitense
- 29 luglio - Sharon Creech, scrittrice statunitense
- 29 luglio - Gregory Buckingham, nuotatore statunitense († 1990)
- 29 luglio - Mike Garson, pianista statunitense
- 29 luglio - Mircea Lucescu, allenatore di calcio e ex calciatore rumeno
- 29 luglio - Anna Marchetti, cantante italiana († 2015)
- 29 luglio - Gene Moore, ex cestista statunitense
- 30 luglio - Patrice Bart, ex ballerino e coreografo francese
- 30 luglio - Jean-Claude Martinez, giurista e politico francese
- 30 luglio - Patrick Modiano, scrittore e sceneggiatore francese
- 30 luglio - David Sanborn, sassofonista, conduttore televisivo e conduttore radiofonico statunitense († 2024)
- 30 luglio - Mario Spezi, giornalista e scrittore italiano († 2016)
- 31 luglio - Michael Berenbaum, rabbino statunitense
- 31 luglio - Roger Field, designer, inventore e chitarrista britannico
- 31 luglio - Finn Laudrup, ex calciatore danese
- 31 luglio - Mohammad Nassiri, ex sollevatore iraniano
- 31 luglio - Søren Ryge Petersen, conduttore televisivo, giornalista e scrittore danese
- 31 luglio - William Weld, avvocato, imprenditore e scrittore statunitense